# Joaquim Folguera i Poal
Joaquim Folguera i Poal (Santa Coloma de Cervelló, Barcelona, 1893 - Barcelona, 1919) foi poeta, crítico literário e tradutor catalão de língua catalã
que iniciou sua carreira literária participando do chamado Novecentismo catalão e ao Simbolismo, e aproximou-se, posteriormente, do Futurismo e do Cubismo, vindo a escrever caligramas e a publicar seus poemas formalmente  vanguardistas na revista Un enemic del poble.

## Vida e trabalho
Filho de de Manuel Folguera i Duran (presidente da Unió Catalanista, partido político que defendeu os direitos civis dos catalães frente à política castelhana), teve uma vida curta e sofreu de uma doença grave que o levou à "incapacidade" física. Em 1910 interrompe os seus estudos em função desta.
Folguera, com seu amigo José Maria Lopez Pico, foi membro fundador da publicação La Revista, bem como um dos principais impulsionadores da coletânea posterior Publicacions de La Revista, na qual veremos vir à luz as novas obras e tendências da literatura catalã avant-garde.
Poeta revolucionário em língua catalã e um dos intelectuais mais prestigiosos do seu tempo, demonstrou através da escrita um grande conhecimento da literatura universal, vinda, principalmente, do seu trabalho de tradutor. Além de traduzir autores mais "tradicionais" e "clássicos", publicou uma antologia de poesia européia de vanguarda com um prólogo de Apollinaire. Intitulava-se "futurista", mas ampliava a noção de "futurismo" à toda arte de vanguarda.
Considerado um libro básico da literatura catlã, Les noves valors de la poesia catalana (1919) aglutina os poetas e idéias que configuram a escola novecentista.
Colaborou também com Renaixement, ligada a esta tendência, bem  como com as revistas Trossos e Un Enemic del Poble(editada por Joan Salvat-Papasseit), de vanguarda.
Como poeta, sendo um "pós-simbolista", de tons intimistas, com influência de Edgar Allan Poe e Josep Carner, chamado "o príncipe dos poetas catalães", sua obra posterior apresentará ecos do futurismo de Marinetti: Poemes de neguit (1915) i el Poema espars (1917).
A maior parte de seus trabalhos fora postumamente publicados, tais como Poemes (1920), Articles (1920), Traduccions i fragments (1921) e Cartes a Claudi Rodamilans.
A morte prematura de Folguera impediu que seu trabalho tivesse uma influência mais forte entre os poetas posteriores, mas sua atitude, suas traduções e seus estudos, além de sua poesia, finalmente reunida em 1951, fazem concluir que Folguera representou uma presença forte, de qualidade e estima para com os poetas de vanguarda do seu tempo na Espanha.

## Poesia
- Poemes de neguit (1915)
- El poema espars (Barcelona: Casa Heinrich & Companyia, 1917)
- Poesies (Barcelona: La Revista, 1920), pòstum
- Poemes (Sabadell: Lliga Regionalista de Sabadell, 1925)
- Poesies completes (Barcelona: Rosa dels Vents, 1937; Barcelona: Selecta, 1951)
- Poesia (Sabadell: Fundació La Mirada, 1993)

## Ensaios
- Les noves valors de la poesia catalana (Barcelona: La Revista, 1919; Barcelona: Edicions 62, 1976)
- Articles (Barcelona: Impremta La Noografica, 1920)
- Traduccions i fragments (Barcelona: La Revista, 1921)
- Cartes a Claudi Rodamilans (1931)
- La lírica catalana moderna: estudis (Sabadell: Biblioteca Sabadellenca, 1934)
- L'art nou català (Sabadell: Fundació La Mirada, 1993)